# George Deukmejian
Courken George Deukmejian, Jr., född 6 juni 1928 i Menands i Albany County i delstaten New York, död 8 maj 2018 i Long Beach i Kalifornien, var en amerikansk republikansk politiker. Han var den 35:e guvernören i delstaten Kalifornien 1983-1991.
Deukmejian var son till armeniska invandrare från Iran. Han avlade 1952 juristexamen vid St. John's University i New York. Han flyttade 1955 till Kalifornien och gifte sig 1958 med Gloria Saatjian. Paret fick två döttrar och en son.
Han var delstatens justitieminister (California Attorney General) 1979–1983 och förde en välpublicerad kampanj mot marijuana i Norra Kalifornien. Han besegrade Tom Bradley, borgmästaren i Los Angeles, i både 1982 och 1986 års guvernörsval. Efter tiden som guvernör arbetade Deukmejian som advokat i Los Angeles 1991–2000.